# 7001 Noether
7001 Noether este o planetă minoră (asteroid), cu un diametru de 6,072 km, din centura de asteroizi. A fost descoperită pe 14 martie 1955 la Observatorul Goethe Link⁠(d) de Indiana Asteroid Program⁠(d) și a fost numită după Emmy Noether. 
Obiectul prezintă o orbită caracterizată de o semiaxă mare de 2,3808271 UAi, o excentricitate de 0,15, o înclinație de 7,02375 ° în raport cu ecliptica.